# James Safechuck
James Safechuck (Simi Valley, 28 febbraio 1978) è un attore statunitense.
Safechuck è salito alla ribalta nel 2014 per aver accusato Michael Jackson di abusi sessuali nei suoi confronti quando era ancora minorenne, tra il 1988 e i primi anni '90, in vari luoghi, tra cui la proprietà californiana del cantante Neverland Ranch, ed è uno dei due protagonisti del documentario del 2019 Leaving Neverland, il cui soggetto è appunto questo.

## Biografia

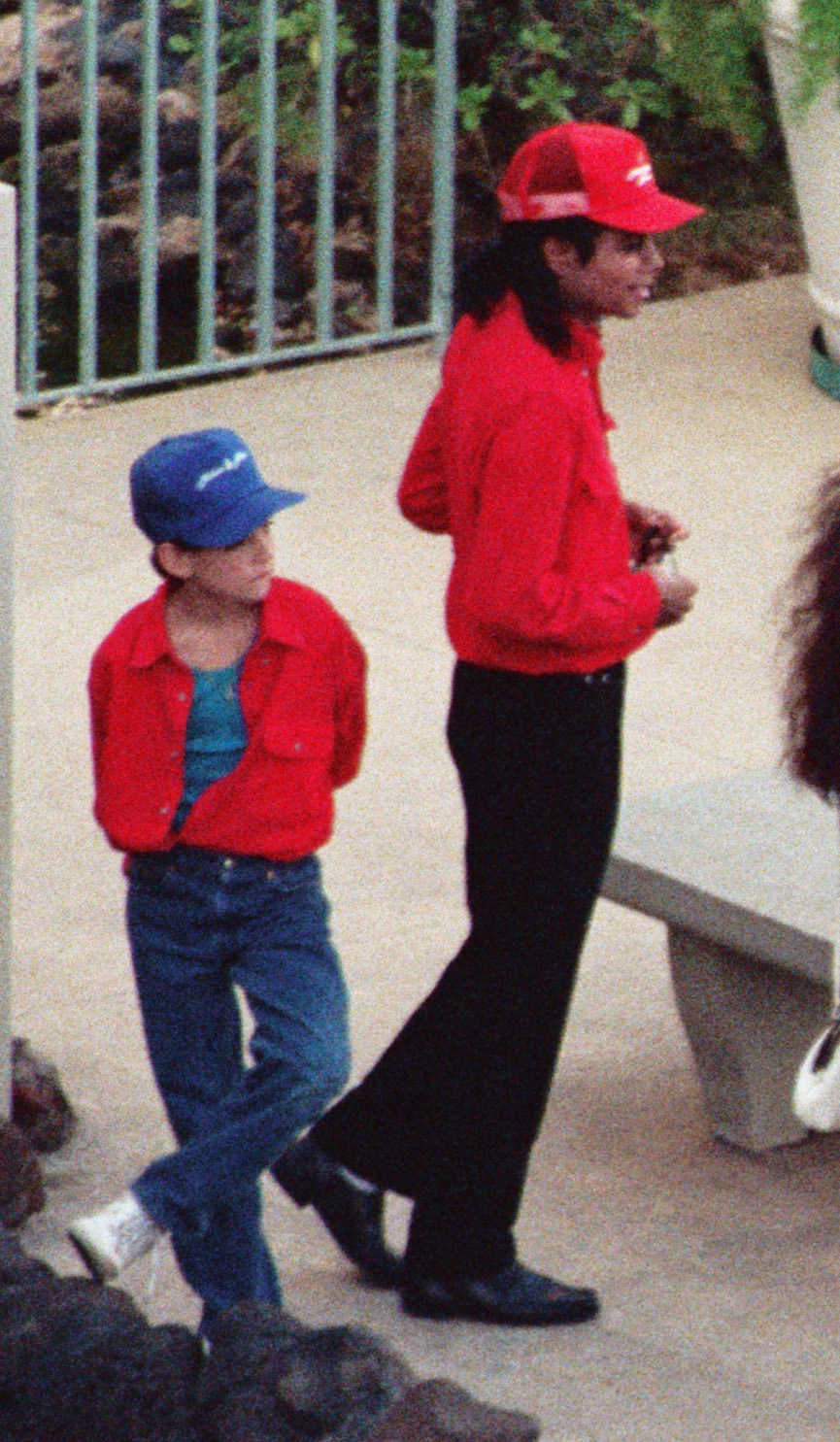
Safechuck con Jackson alle Hawaii nel 1988.

Nato a Simi Valley, Los Angeles da Shane Safechuck, netturbino, e da Stephanie Safechuck, parrucchiera. Divenuto attore di pubblicità, all'età di nove anni, nel 1987, Safechuck conobbe Jackson sul set di uno spot per la Pepsi-Cola, dove interpretava un bambino che entrava di nascosto nel camerino del cantante. In seguito i due diventarono amici e Jackson lo invitò, accompagnato dai suoi genitori, al suo Bad World Tour nel periodo 1988-1989. Sostiene di aver condiviso spesso suite di Hotel con Jackson e ciò in seguito alimentò sospetti sulla natura del rapporto tra i due, benché nel 1993, anno in cui la popstar fu accusata per la prima volta di molestie sessuali su minori da parte di un ragazzino allora tredicenne di nome Jordan Chandler, Safechuck avesse negato sotto giuramento di avere subito attenzioni particolari da parte del cantante.
Nel 1994 venne assunto come aiutante da Jackson sul set del teaser trailer per l'album HIStory, che sarebbe uscito nel 1995. Nello stesso anno lavorò nello stesso ruolo anche sul set del videoclip della canzone di Jackson Earth Song e in questo fece anche un cameo: sostituì la mano di Jackson nella scena in cui il cantante colpiva il terreno.
Nel 2014 Safechuck, insieme a Wade Robson, fanno causa all'Estate di Michael Jackson per abusi sessuali subiti quando erano bambini. Tentativo vano poiché la richiesta fu respinta. Successivamente i due fanno causa a due società del "Re del Pop", la MJJ Productions e la MJJ Ventures: l'accusa è di negligenza e cooperazione da parte dei dipendenti delle suddette società che, secondo loro, avrebbero omesso e perfino favorito i presunti abusi sessuali di Michael Jackson nei loro confronti, chiedendo un risarcimento di circa un miliardo e mezzo di dollari. Nel 2017, però, il giudice archivia le azioni legali del duo, in quanto sia Robson che Safechuck hanno superato il limite dei 26 anni previsto dalla legge per poter rivendicare, in sede processuale, di aver subito abusi sessuali in età minorile. Una successiva modifica della legge, consente a Safechuck e Robson di ricorrere in appello.
In seguito, nel 2019, lui e Robson sono stati contattati dal regista britannico Dan Reed, dalla HBO e dal canale britannico Channel 4 per realizzare un documentario intitolato "Leaving Neverland" sulla loro storia, venduto al Sundance Film festival e ad oltre 135 canali televisivi in tutto il mondo per svariati milioni di dollari. Il documentario verrà criticato molto da parte dei fan, amici e conoscenti di Michael Jackson per le contraddizioni e le incongruenze, tra i racconti e la realtà dei fatti, presenti in esso.
Il 21 ottobre 2020 il giudice della Corte Suprema di Los Angeles, Mark Young, ha ufficialmente respinto la causa intentata da Safechuck: secondo quanto si legge nelle motivazioni, non sono state presentate prove utili e sufficienti che possano confermare le affermazioni di Safechuck. Inoltre, le due società non potrebbero comunque essere ritenute responsabili delle presunte azioni di Jackson.

## Vita privata
È sposato con Laura Primack e hanno due figli, una femmina e un maschio. Lavora come Director of Innovation and Technology nei progetti di ricerca e sviluppo di AvatarLabs. Nel documentario Leaving Neverland sostiene di essere stato "sposato" da Michael Jackson all'età di 10 anni con un anello di diamanti. Ha spiegato che il "matrimonio" ha avuto luogo nel 1988 nella camera da letto del cantante al Neverland Ranch:

## Filmografia parziale
- Pepsi Commercial con Michael Jackson (1987)
- Michael Jackson - Live At Wembley (July 16, 1988) (2012)[7][8]
- Leaving Neverland (2019)

## Televisione
- Oprah Winfrey Presents: After Neverland (2019)[9]